# Dudley Ryder, 3. jarl af Harrowby
Dudley Francis Stuart Ryder, 3. jarl af Harrowby (født 16. januar 1831, død 26. marts 1900) var en engelsk statsmand. Han var søn af Dudley Ryder, 2. jarl af Harrowby.
Harrowby var som Lord Sandon 1856—59 liberalt, men 1868—82 konservativt medlem af underhuset. Han tog virksom del i forhandlingerne og viste ligesom faderen stor interesse for de kirkelige forhold. 1874—78 styrede han undervisningsvæsenet med stor dygtighed og blev derefter handelsminister indtil ministeriet Beaconsfields afgang april 1880. Efter at have arvet peersværdigheden 1882 var han Lord Seglbevarer 1885—86.